# Karl Straube
Karl Straube (Berlino, 6 gennaio 1873 – Lipsia, 27 aprile 1950) è stato un organista e direttore di coro tedesco l'undicesimo Thomaskantor dopo Johann Sebastian Bach.

## Biografia
Figlio di Johann Straube, organista della Heilige-Kreuz-Kirche, studiò musica con Otto Daniel. Nel 1895 fu nominato assistente organista alla Kaiser-Wilhelm-Gedächtniskirche (Berlino) e poi alla cattedrale di Wesel nel 1897. Nel 1902 suonò nella chiesa di San Tommaso a Lipsia, dirigendosi poi a Bach-Verein e divenne l'organista del Gewandhaus di Lipsia. Fu nominato professore di organo al Conservatorio di Lipsia, divenne cantore nel 1918 alla chiesa di San Tommaso, carica che mantenne fino al 1939. Nel 1919 fondò la Kirchenmusikalische institut der Evangelisch-Lutherischen Landerkirche Sachsen. Dal 1931 al 1937 diresse le cantate di Bach ogni domenica con l'orchestra del Gewandhaus di Lipsia. Max Reger con cui aveva stretto amicizia, gli dedicò la fantasia Wachet auf, ruft a die stimme op. 52 n° 2 (1900) e l'Introduzione, Passacaglia e Fuga op. 127 (1913).